# 菅芒花的春天
《菅芒花的春天》，1997年台灣電視劇，為民視無線台第一部八點檔連續劇，錦樂大眾傳播製作。此劇根據台灣女歌手白冰冰（白月娥）生涯前段的口述自傳書《菅芒花的春天：白冰冰的前半生》（白冰冰口述、曹銘宗著，圓神出版社，ISBN 978-9576072321）改編，詮釋白冰冰從出生、就學、進入演藝圈、赴日本結婚生子，到白曉燕命案時的人生經歷。1997年5月24日開鏡。1997年6月11日於民視無線台首播。

## 播出時間
| 頻道       | 所在地 | 播映日期      | 播出時間                |
| ---------- | ------ | ------------- | ----------------------- |
| 民視無線台 | 臺灣   | 1997年6月11日 | 星期一～五 20:00－20:30 |
| 民視無線台 | 臺灣   | 1997年8月4日  | 星期一～五 20:00－21:00 |

## 演員名單
- 陳松勇飾白宗興
- 潘麗麗飾簡珠
- 吳炎棟飾白炎坤
- 邱淑宜飾白秀月
- 狄鶯飾白月娥
- 王識賢飾黃文聰
- 李雅婷飾王小婷
- 趙永馨飾白雪紅
- 林秀玲飾白麗華
- 林盈男飾白世清
- 兵欣蓉飾白曉燕
- 梅芳飾林阿蕊
- 陳國鈞飾黃進財
- 白明華飾阿福嬸
- 方駿飾添財
- 夏欣飾麗紅
- 王豪飾阿豪
- 王彩樺飾吳秀彩
- 洪瑞霞飾林碧霞
- 談學斌飾海生
- 丹陽飾里長伯
- 鍾佳蓁飾阿寬
- 元六飾陳溪中
- 王瑞霞飾施雪瓊
- 阿部寬飾遠山先生
- 翁順興飾水木
- 加勢大周飾尾原一男
- 秦楊飾林大烽
- 沛小嵐飾春枝
- 林秀芳飾艷君
- 呂俍慧飾阿美
- 劉正順飾團主
- 小明哥飾阿狗
- 程學書飾領班
- 盧彪飾林溪洲
- 梁碧蘭飾阿雀姐
- 劉香君飾香君
- 章永華飾王國力
- 尤瀧樹飾經理
- 江冠宏飾阿本
- 楊佩潔飾林明玉
- 謝雷飾陳醫生
- 林夢梅飾先生娘

## 主題曲
- 片頭曲

- 惦惦離開你

作詞：羅文聰，作曲：蔡石聲，主唱：王識賢
- 片尾曲

- 望無夢中人

作詞：李秀真，作曲：蔣三省，主唱：白冰冰

## 外部連結
- 國家文化資料庫-菅芒花的春天 （页面存档备份，存于）
- 國家文化記憶庫 - 菅芒花的春天
- 典藏台灣 - 菅芒花的春天 （页面存档备份，存于）
- YouTube上的菅芒花的春天 播放列表